# Ao Vivo (álbum de Elba Ramalho)
Elba ao Vivo é o 12º álbum de carreira e primeiro ao vivo da cantora brasileira Elba Ramalho, lançado em 1990.
O disco conta com o registro de três shows da turnê Popular Brasileira, na extinta casa de shows Palace, em São Paulo, nos dias 24, 25 e 26 de Novembro de 1989, com a direção de Jorge Fernando.

## Faixas
1. Feitiço de Gafieira (Tadeu Mathias, Jaguar)
2. Pau-de-Arara (Vinheta) (Luiz Gonzaga, Guio de Morais)
3. Filho das Índias (Vinícius Cantuária)
4. Imaculada (Ary Sperling, Aldir Blanc)
5. Miss Celie's Blues (Quincy Jones, Rod Temperton, Lionel Richie)
6. Tango de Nancy (Chico Buarque, Edu Lobo)
7. Las Muchachas de Copacabana (Chico Buarque)
8. Ouro Puro (Cecílio Nena, César Rossini)
9. Doida (Nando Cordel)
10. Veja (Margarida) (Vital Farias)
11. Beatriz (participação especial: Tadeu Mathias) (Chico Buarque)
12. Marim dos Caetés (Alceu Valença)
13. Popular Brasileira (Moraes Moreira, Fred Góes)
14. Nordeste Independente (Imagine o Brasil) (Ivanildo Vilanova, Bráulio Tavares) / Asa Branca (Luiz Gonzaga, Humberto Teixeira)

## Músicos participantes
- Luiz Avelar: teclados
- Arlindo Pipiu: baixo
- Zeppa Souza: guitarra e vocais
- Elber Bedaque: bateria
- Firmino: percussão
- Marcelo Neves: sax e flauta
- Paulinho: trompete
- Moisés: trombone
- Jussara e Tadeu Mathias: vocais de apoio